# 王耀华 (1918年)
王耀华（1918年3月—），男，陕西保安人，中华人民共和国政治人物，曾任甘肃省人大常委会副主任，第七届全国政协委员。